# Almanza
Almanza és un municipi de la província de Lleó a la comunitat autònoma de Castella i Lleó. Forma part de la comarca de Sahagún.

## Pedanies
- Calaveras de Abajo
- Canalejas
- Castromudarra
- Calaveras de Arriba
- Espinosa de Almanza
- Cabrera de Almanza
- La Vega de Almanza
- Villaverde de Arcayos

## Demografia
| 1991 | 1996 | 2001 | 2004 |
| ---- | ---- | ---- | ---- |
| 886  | 807  | 715  | 666  |